# Юсова Наталія Миколаївна
Ната́лія Микола́ївна Ю́сова (21 червня 1972, місто Заставна Чернівецької області — 12 липня 2008, Київ) — український історик. Дослідниця східноєвропейської історіографії XIX—ХХ століть.

## Біографія
1998 року закінчила історичний факультет Чернівецького університету. Від 1999 року — молодший науковий співробітник, аспірантка, науковий співробітник відділу української історіографії Інституту історії України НАН України.
2005 року захистила кандидатську дисертацію «Генеза концепції давньоруської народності в історичній науці СРСР: 1930-ті — перша половина 1940-х рр.» (науковий керівник — доктор історичних наук Володимир Михайлович Ричка).

## Праці
- Юсова Н. М. Започаткування в СРСР досліджень із проблем східнослов'янського етногенезу (кінець 1930 — початок 1940-х рр.) // Український історичний журнал. — 2005. — № 4.
- Юсова Н. М. К вопросу о взаимоотношениях В. В. Мавродина и Н. Л. Рубинштейна: по поводу рецензии 1946 г. // Мавродинские чтения. 2004. Актуальные проблемы историографии и исторической науки. — СПб., 2004.
- Юсова Н. М. Легітимація концепції про Київську Русь як спільноруську державу в контексті зміни історичної парадигми (30-ті рр. ХХ ст.) // «Істину встановлює суд історії»: Зб. на пошану Ф. П. Шевченка: В 2-х т. — Т. 2. Наукові студії — К., 2004.
- Юсова Н. М. Метаморфоза української радянської історіографії в оцінці події приєднання України до Росії в 1654 р.: від «абсолютного зла» до «безумовного блага» // Краєзнавство. — 2003. — № 1-4.
- Юсова Н. М. Н. Н. Петровский и генезис концепции древнерусской народности // Вестник Челябинского государственного университета. Серия 1. — История. — 2005. — № 2.
- Юсова Н. М. Генезис концепції давньоруської народності в історичній науці СРСР (1930-ті — перша половина 1940-х рр.). — Вінниця, 2005.
- Юсова Н. М. Питання щодо «спільноруськості» Київської Русі у доробку Мирона Кордуби // Україна в Центрально-Східній Європі (з найдавніших часів до кінця XVIII ст.). — Вип. 4. — К., 2004.
- Юсова Н. М. Проблема «приєднання» України до Росії в оцінці істориків УРСР кінця 30-х — першої половини 40-х рр. // Український історичний журнал. — 2004. — № 5.
- Юсова Н. М. Розробка теоретичних проблем етногенезу Серафимом Володимировичем Юшковим (1940-і рр) // Спеціальні історичні дисципліни: питання теорії та методики. — Число 12: У 2-х ч. — Ч. І. — К., 2005.
- Юсова Н. М. «Древнерусская народность»: один из первоначальных взглядов на проблему // Российская государственность: история и современность. — СПб., 2003.
- Юсова Н. М. «Проблема давньоруської народності» в праці В. В. Мавродіна «Образование Древнерусского государства» (1945 р.) // Ruthenica. — Т. І. — К., 2002.